# The Runaway Wife
The Runaway Wife è un film muto del 1915 diretto da Kenean Buel.

## Trama
Eastman, giovane artista di talento, sposa Alice, la figlia un banchiere andato in rovina che si è suicidato. Per mantenere la moglie negli agi nei quali è stata cresciuta, Eastman lavora duro e si rovina la vista, diventando cieco. La coppia, insieme al figlio Arthur, si trasferisce nella casa di Hester, la cognata di Eastman, ma quest'ultima rende impossibile la vita ad Alice che fugge via, trovando lavoro come dama di compagnia di una ricca signora che la porta con sé in viaggio. Le lettere che Alice manda al marito sono intercettate da Hester che fa credere all'uomo che la moglie sia scappata insieme a un suo vecchio corteggiatore, il ricco banchiere Talbot Vane. Va a finire che Hester manda via da casa il cognato e il nipotino.
Passano gli anni. Hester, credendo che il marito e il bambino siano morti nell'incendio dell'ostello dove vivevano, si è nel frattempo sposata con Vane. Arthur, ormai grande, è diventato un famoso pittore e porta a Londra il padre per farlo visitare da un oculista. Il giovane conosce Lillian, la nipote di Talbot, e se ne innamora. Suo padre riesce a guarire ma, quando rivede Alice, che è rimasta scioccata nello scoprire che i due sono ancora vivi, la accusa di tradimento. La povera donna non può provare la propria innocenza. Quando però Vane rimane ucciso a causa di un incidente di equitazione e Hester confessa finalmente la verità sul suo letto di morte, i due coniugi possono riabbracciarsi, riconciliati.

## Produzione
Il film fu prodotto dalla Broadway Favorites Feature (Kalem Company).

### Cast
Fonti dell'epoca accreditano Otto Kruger nel ruolo di Arthur, mentre fonti moderne accreditano per lo stesso ruolo l'attore Lowell Stuart.

## Distribuzione
Distribuito dalla General Film Company, il film uscì nelle sale cinematografiche USA il 9 agosto 1915.